# イーサン・ハンキンス
イーサン・ゴードン・ハンキンス（Ethan Gordon Hankins, 2000年5月23日 - ）は、アメリカ合衆国・ジョージア州フォーサイス郡出身のプロ野球選手（投手）。右投右打。MLB・クリーブランド・ガーディアンズ傘下所属。

## 経歴
2018年のMLBドラフト1巡目戦力均衡ラウンドA(全体35位)でクリーブランド・インディアンスから指名され契約を結んだ。